# Rakowski (Bulgarien)
Rakowski (auch Rakovski; bulgarisch Раковски) ist eine Stadt und Verwaltungszentrum einer gleichnamigen Gemeinde in der Oblast Plowdiw in Zentralbulgarien. Die Stadt mit 14.799 Einwohnern liegt in der Thrakischen Ebene, ca. 25 km nordöstlich von Plowdiw. Sie liegt an der Straße Nr. 56, die von Plowdiw in nordöstlicher Richtung nach Schipka führt. Die Autobahn A1 verläuft in 10 km Entfernung südlich.
Die Stadt ist benannt nach Georgi Rakowski (1821–1867), einem bulgarischen Revolutionär, Ideologen, Politiker, Schriftsteller, Aufklärer und Aktivisten der Bulgarischen Nationalen Wiedergeburt.

## Kultur
Auf dem Gebiet von Rakowski gibt es acht sogenannte Tschitalischte (wörtlich übersetzt: Lesestube) – „Kulturhäuser“, typisch bulgarische kommunale Kultureinrichtungen, die die Funktion einer Bibliothek, eines Theaters, einer Volkshochschule (Fremdsprachen, Tanzkurse, Musikkurse), Dorftreff und Klubhaus in sich vereinen.

## Städtepartnerschaften
- Strumica, Mazedonien, seit 2009

## Söhne und Töchter der Stadt
- Georgi Jowtschew (* 1950), Bischof von Sofia und Plowdiw
- Ginka Sagortschewa (* 1958), Leichtathletin